# ميلفيل روجرز
ميلفيل روجرز هو راقص على الجليد كندي، ولد في 5 يناير 1899 في أوتاوا في كندا، وتوفي بنفس المكان في 26 سبتمبر 1973.

## وصلات خارجية
- ميلفيل روجرز على موقع أوليمبيديا (الإنجليزية)
- ميلفيل روجرز على موقع اللجنة الأولمبية الكندية (الإنجليزية)